# Villaines-la-Gonais

Villaines-la-Gonais este o comună în departamentul Sarthe, Franța. În 2009 avea o populație de 514 de locuitori.